# SN 2001kt
SN 2001kt – supernowa typu Ia odkryta 25 maja 2001 roku w galaktyce A161713+4828. W momencie odkrycia miała maksymalną jasność 19,90m.